# Ak'Sent
Ak'Sent（アクセント、本名：クリストル・ジョンソン、1987年5月29日 - ）は、アメリカ合衆国ロサンゼルス出身の女性ラッパーである。

## 作品

### アルバム
- International （2006年6月28日）
- インターナショナル 来日記念盤 （2006年12月6日）
- GEM-IN-I （2008年7月16日）

### DVD
- Rhythm Nation 2006 -The biggest indoor music festival- （2007年7月11日）

### ゲスト参加作品
- DOUBLE / SPRING LOVE （2007年4月11日）
  - 「ALL I NEED FEAT. DOUBLE (Long Edit)」
- DOUBLE / Reflex （2007年8月8日）
  - 「We International feat. Ak'Sent 」
- DOUBLE / Reflex Remix （2007年9月12日）
  - 「We International feat. Ak'Sent (TURBO's sigma Mix Edit)」
  - 「We International feat. Ak'Sent (TURBO's sigma Mix)」
- DOUBLE / THE BEST COLLABORATIONS （2008年5月28日）
  - 「We International feat. Ak'Sent 」
- DOUBLE / DOUBLE BEST LIVE We R&B （2008年11月26日）
  - 「We International feat. Ak'Sent 」

## 関連アーティスト
- DOUBLE
- スカイ・スウィートナム